# Airco DH.3
Airco DH.3 là một loại máy bay ném bom của Anh trong Chiến tranh thế giới I. Nó được Geoffrey de Havilland thiết kế năm 1916 làm máy bay ném bom ngày tầm xa.

## Tính năng kỹ chiến thuật (DH.3)
Dữ liệu lấy từ De Havilland Aircraft since 1909 
Đặc điểm tổng quát
- Kíp lái: 3
- Chiều dài: 36 ft 10 in (11,23 m)
- Sải cánh: 60 ft 10 in (18,54 m)
- Chiều cao: 14 ft 6 in (4,42 m)
- Diện tích cánh: 793 ft2 (73,67 m2)
- Trọng lượng rỗng: 3.980 lb (1.805 kg)
- Trọng lượng có tải: 5.810 lb (2.635 kg)
- Động cơ: 2 × Beardmore 120 hp kiểu động cơ piston thẳng hàng, 120 hp (89 kW) mỗi chiếc

Hiệu suất bay
- Vận tốc cực đại: 95 mph (153 km/h)
- Tầm bay: 700 dặm (1.130 km)
- Thời gian bay: 8 giờ
- Vận tốc lên cao: 550 ft/min (2,8 m/s)

Vũ khí trang bị
- 2 × súng máy Lewis.303 in (7,7 mm)
- 680 lb (308 kg) bom[1]